# Nas Is Like
Singles de Nas
Street Dreams Hate Me Now
Pistes de I Am...
Big Things K-I-SS-I-N-G
Nas Is Like est une chanson de Nas tirée de l'album I Am... sorti le 30 mars 1999 sur le label Columbia Records. Ce titre, produit par DJ Premier, a pourtant été publié en single dès le 2 mars 1998.
S'inscrivant clairement dans la lignée du morceau It Ain't Hard to Tell (sur Illmatic), le titre reçoit un accueil chaleureux parmi les puristes et contribue amplement à nourrir les attentes du public autour de la sortie alors prochaine du double album I Am....

## Synopsis
Le titre s'inscrit dans le genre ego trip articulé autour du slogan Nas c'est comme...., systématiquement complété au moyen de métaphores et de comparaisons savamment choisies.
Malgré son appartenance au genre ego trip, par définition rebelle à l'effort de synthétisation, on distingue clairement un certain nombre de lignes directrices. À l'exception du troisième couplet qui constitue une mosaïque de développements divers, un travail sur le nom se dégage dans le premier couplet alors qu'une tonalité empreinte de mysticisme ressort du second.
Le premier couplet est avant tout marqué par le jeu autour du pseudonyme, que Nas explique avec, au passage un petit clin d'œil au légendaire Prince dont les multiples changements de pseudonymes ont défrayé la chronique pop au cours des années 1990 : 

« As far as rap go, it's only natural, I explain
My plateau, and also, what defines my name
First it was Nasty, but times have changed
Ask me now, I'm the Artist, but hardcore, my sign is for pain. »

C'est d'ailleurs par ce même thème que Nas vient refermer le couplet après avoir évoqué divers évènements l'ayant marqué, tels que le spectacle offert par les drogués à la dérive (fiends shoot up) qu'il voyait dans son enfance ou encore la terrible vision d'amis proches tombés sous les balles (close friends shot, flatline) ainsi que leur impact dévastateur sur sa personne (fascination pour les armes, culture de la violence). Nas c'est comme, conclut-il, une légende du rap  (rap légend) reconnue comme tel, de son vivant (presence is felt) avant de poser rageusement et successivement les lettres « N, A, S » qui donnent « Nas ».
À bien des égards, le second couplet tourne autour du mystique. Dès les premières mesures Nas se compare aux éléments que sont l'eau, l'air (via le vent) et le feu, l'allusion évidente au groupe Earth, Wind and Fire n'enlevant rien au caractère sibyllin du propos. Dans la foulée, le discours prend un tour astrologique lorsqu'il se compare aux planètes en orbite et, surtout, lorsqu'il se targue de sa capacité à aligner celles-ci avec les constellations. Derrière cet alignement, c'est bien d'harmonie astrale dont il est question, harmonie qui véhicule une idée de prospérité relayée à son tour par la figure du pharaon (you can see pharaoh Nas) (cf. la pochette de l'album I Am...) que Nas évoque en invitant l'auditeur à une sorte de séance de tarot divinatoire.
Lorsque Nas se compare à l'an I de notre ère, par le biais à l'allusion à l'expression « Anno Domini Nostri Iesu Christi » (Before the Christ, after the death), le mysticisme atteint son zénith tout comme l'ego trip en lui-même puisque Nas se dépeint, en toute modestie, sous les traits du dernier [MC] (the last one left) en place. Pour finir, Nas aborde la question de son rapport à l'argent à travers le prisme des coutumes de l'Égypte antique, dont les élites étaient enterrées avec leurs richesses, avant d'affirmer attendre sereinement le moment ou sa qualité de « prophète » éclatera aux yeux de tous.

## Samples
Il contient des samples de :
- What Child Is This? de John V. Rydgren et Bob R. Way
- Why? de Don Robertson
- It Ain't Hard to Tell de Nas
- Street Dreams de Nas
- Nobody Beats the Biz de Biz Markie featuring T.J. Swan.

## Refrain
Concocté par DJ Premier, le refrain s'apparente à une suite de scratches composés de punchlines piochées dans le catalogue de Nas et, plus particulièrement, dans le morceau It Ain't Hard to Tell. Le « life or death » est extrait du début du premier couplet (« My mic check is life or death, breathing a sniper's breath »), le « Half man (...) » (« Nas is like Afrocentric and asian/Half man, half amazing ») se trouve aux trois quarts du même couplet alors que le « poetry is deep » se situe pour sa part à la toute fin du morceau. Enfin et en revanche, les portions I am a rebe et No doubt semblent avoir été posées par Nas pour l'occasion :

« Nas is like life or death... I'm a rebel! (Nas c'est comme le fil du rasoir.... J'suis un rebelle !)
My poetry's deep, I never fail. (Ma prose est sans pareille, je n'échoue jamais !)
Nas is like.. half man half amazing. (Nas c'est comme... un mi-homme, mi-d'ailleurs !
No doubt. (Un point c'est tout !) »

Pour ce qui est du sens, Nas c'est comme une sorte de question de vie ou de mort – c'est-à-dire un sort incertain ou, autrement dit un enjeu crucial, sous entendu un rappeur qui compte et qu'il est donc indispensable, pour ne pas dire vital d'écouter – mais encore comme une sorte de demi-dieu (« half man, half amazing ») pour filer la métaphore qu'il utilise dans le second couplet.

## Clip
Le clip, produit par Nick Quested, a été tourné dans Queensbridge. On note la présence de DJ Premier, Nature, The Bravehearts et du basketteur Ron Artest.

## Classements
| Classements (1999)                   | Meilleure position |
| ------------------------------------ | ------------------ |
| Canadian Singles Chart               | 14                 |
| U.S. Billboard Hot 100               | 86                 |
| U.S. Billboard Hot R&B/Hip-Hop Songs | 30                 |
| U.S. Billboard Hot Rap Singles       | 3                  |